# Johannes Domsich
Johannes Domsich (* 5. August 1960 in Salzburg) ist ein österreichischer Medienwissenschaftler, Kunsthistoriker, Kulturwissenschaftler, Autor und Unternehmer.

## Leben
Johannes Domsich absolvierte die Fachschule für Grafik-Design an der Höheren Technischen Lehranstalt in Linz mit den Ausbildungsbereichen Werbegrafik, Originalgrafik, Druckgrafik, Fotografie und maturierte anschließend 1982 am Abendgymnasium Spittelwiese in Linz. In Folge studierte er Publizistik- und Kommunikationswissenschaft und Kunstgeschichte an der Universität Wien und promovierte an der Universität für angewandte Kunst Wien zum Thema „Visualisierung als kulturelles Defizit?“. 2007 habilitierte Domsich an der Universität für angewandte Kunst Wien im Bereich Kulturgeschichte, Neue Medien. 
Domsich arbeitete von 1990 bis 1996 als Vertrags- und Forschungsassistent am Institut für Publizistik- und Kommunikationswissenschaft der Universität Wien. Er hielt seitdem Vorlesungen am Institut für Theaterwissenschaft, an der Universität für angewandte Kunst, am Mozarteum Salzburg, Abteilung Bühnen- und Kostümgestaltung, Film und Ausstellungsarchitektur, am International Center For Culture & Management (ICCM), dem Zentrum für Bildwissenschaften der Donau-Universität Krems, am Filmkolleg Wien, der Theresianischen Militärakademie Wiener Neustadt, an der FHWien, Studiengang Kommunikationswirtschaft, an der Fachhochschule Salzburg, Fachbereichsleitung Medienwissenschaft, wo er zwischen 1998 und 2001 die Studiengangsleitung des Fachhochschulstudienlehrgangs MultiMediaArt verantwortete. 
Domsich wurde im Jahr 2000 die Fachhochschulprofessur verliehen durch die Österreichische Fachhochschul-Konferenz, in Anerkennung besonderer Leistungen im Bereich des österreichischen Fachhochschulsektors.  
Domsichs wissenschaftliche Schwerpunkte sind Kultur- und Kunstgeschichte, Ikonografie, Ästhetik, Medienmorphologie und Meinungsforschung. 
Neben seiner wissenschaftlichen Laufbahn arbeitete Domsich als Kostümbildner und künstlerischer Berater für die Wiener Staatsoper (1984), für das Tanztheater Wien, Liz King (1988), die Deutsche Oper am Rhein Düsseldorf (1990), die Deutsche Oper Duisburg (1991), Arnhem, Introdanse (1991), Deutsche Oper Dresden (1991), Opernhaus Zürich (1991) sowie das Theater Basel (1991/1992).
Domsich war zwischen 1998 und 2002 als Freier Creative Director für die GGK Werbeagentur Wien, Lowe Lintas und als freier Strategiekonsulent für FCB Wien tätig. Parallel zu hochschulischer und universitärer Arbeit war Domsich Mitglied folgender Kommissionen (Auswahl): Jury des Staats- und Förderpreises, Prix MultiMediaAustria 2000, Kulturpreise des Landes Niederösterreich für den Bereich „Medienkunst“ 2006, Bildwettbewerb, Vienna Biocenter, dialog<>gentechnik 2009.
Domsich forscht seit 2002 im Bereich quantitativer und qualitativer Markt- und Meinungsforschung im Internet, wo er mit Hilfe unikater Methoden Meinungsverläufe beobachtet, Trend- und Tendenzanalysen und Aufmerksamkeitszyklen erstellt.  
Als Unternehmer ist Domsich seit 2004 Gesellschafter und Geschäftsführer der D&S-Beratungsagentur; Schwerpunkte sind Kommunikationsstrategien, Kommunikationsberatung, Kontentkreation und -management, Markt- und Meinungsforschung und seit 2021 der group alps.

## Publikationen

### Monografien
- Visualisierung – ein kulturelles Defizit? Der Konflikt von Sprache, Schrift und Bild. Böhlau-Verlag, Wien 1991, ISBN 3-205-05406-7.
- Metapher Kommunikation. Springer Verlag, Wien 2009, ISBN 978-3-21189115-5.
- Ver Icon. Malerei des Nordens. Dachbuch Verlag, in Kooperation mit dem KHM Wien, Wien 2018, ISBN 978-3-90326303-1. (deutsch/englisch)
- Ver Icon. Malerei des Südens. Dachbuch Verlag, in Kooperation mit dem KHM Wien, Wien 2019, ISBN 978-3903263147. (deutsch/englisch)
- Ver Icon: Was Bilder erzählen. Dachbuch Verlag, Wien 2022, ISBN 978-3-903263-44-4.
- Ver Icon: Was Schätze erzählen. Meisterwerke der Wiener Kunstkammer.  Dachbuch Verlag, Wien 2023, ISBN 978-3-903263-57-4

### Essays, Fachpublikationen (Auswahl)
- Ein Bild sagt mehr als 1000 Worte. Autarke Medien, Interaktive Medien, Medienkonglomerate. Otto Neuraths ISOTYPE oder die Frage nach der Möglichkeit aggressionsfreier Medienzusammenarbeit. In: Gesellschaft für Semiotik, Semiotische Berichte, Linguistik Interdisziplinär, Jg. 14, 1, 2/1990.
- Visuelle Oberflächen: Gestaltungsmerkmale, Oberflächendesign, Oberflächenritual. In: Gesellschaft für Semiotik, Semiotische Berichte, Linguistik Interdisziplinär, Jg. 15, 1/1991.
- remake - remodel. In: Ars Electronica 1993. Genetische Kunst – Künstliches Leben. Genetic Art - Artificial Life. Hg. Karl Gerbel und Peter Weibl. Wien 1993. (deutsch/englisch)
- Frames Windows and Tools as the Haptic Connection Between Man and Machine. EBU European Broadcasting Union, Brüssel/Genf 1993.
- Das Medium ist das Medium. L’ idée vient en parlant. In: Robert Jelinek: Unternehmen Tagebuch. Wien 1993.
- Bildung durch Bilder. Das pädagogische Instrument ISOTYPE, International System of Typographic Education. In: Zeichen, Spuren, Bilder. Hg. Wolfgang Bandhauer, Gloria Withalm, Jeff Bernard. Reihe Passagen Politik. Passagen-Verlag, Wien 1993.
- An Bord eines Schiffes auf offener See. Otto Neurath, ISOTYPE, Bildsysteme und Diagrammatik. In: Zeitschrift für Semiotik. Hg. v. Roland Posner. Schwerpunkt Otto Neurath. Hg. v. Friedrich Stadler. Stauffenburg Verlag, Tübingen 1993/1994.
- Visualisierung. In: Brockhaus Enzyklopädie. Im Auftrag der Redaktion Natur- und Geisteswissenschaften. Bibliographischen Institut und F. A. Brockhaus AG. 19. Auflage, Millenniumsauflage, Band 23. 1994.
- Wie es sein könnte. Zwischen Bilder. Zwischen Räume. Copygrafische und elektrografische Arbeiten österreichischer Künstler. Hg. Peter Assmann, Landesmuseum Linz. Katalog und Sonderheft. Econ. Mai, 1994.
- Spiegel, das mediale Lachkabinett. Hg. P. Assmann, Landesmuseum Linz. Katalog Ausstellung Kubinprojekt, FictionNonFiction. Mai 1995.
- Contained. Zur Arbeit von Just Merrit, Rear View to Reality im Rahmen der Ars Electronica. Katalog. 1996.
- Psychologie der öffentlichen Räume. Testbilder 1000 Plakate 1996. Zu Arbeiten von Otto Mittmannsgruber und Martin Strauss. Künstlerisches Plakatprojekt, Wien, 1996.
- Biologische Reflexe. Die unbewusste Öffentlichkeit. Zur Arbeit von Just Merrit, Flash Factor, Informationsmaschine Mensch im Rahmen der Ars Electronica. Katalog. 1997.
- Digitalität versus Materialität? Beispiele österreichischen Designs. Thomas Redl, Gerold Thaler (Hg.), Universität für künstlerische und industrielle Gestaltung Linz, Design Transfer Center. Löcker Verlag, Wien 2001.
- Medienkunst in Niederösterreich. Eine Kulturgeschichte von 1861 bis heute. In Band 2: Niederösterreich und die Künste. Hg. Manfred Wagner. 2005, ISBN 3-205-77218-0
- Che bella figura. Wie Neues durchs Alte schimmert. Über Wirkung und Funktion politischer Plakate. Gemeinsam mit Christian Moser-Sollmann. Politisches Jahrbuch 2004.
- Schlüsselbegriffe und Schlüsselkonzepte der Demokratie. Hg. Christian Moser-Sollmann. Ästhetische Konzepte der Demokratien. Böhlau-Verlag, Wien 2009.